# Amílcar da Silva Pinto
Amílcar da Silva Pinto (Beato, Lisboa, 12 de março de 1890 — Mártires, Lisboa, 6 de junho de 1978) foi um arquiteto português.

## Biografia
Nasceu na Estrada de Chelas, freguesia do Beato, em Lisboa. Era filho do proprietário Francisco Hermenegildo da Silva Pinto e de Ermelinda Marques da Silva Pinto, doméstica, ambos naturais de Lisboa (ele da freguesia de Santa Justa e ela da freguesia da Conceição Nova).
A 17 de março de 1919, casou primeira vez civilmente, em Lisboa, com Alice Maria de Correia Braga (Glória, Rio de Janeiro, c. 1889 — 26 de janeiro de 1973), doméstica, filha ilegítima da proprietária Clementina Maria Correia Braga, natural de Lisboa (freguesia da Santa Isabel). Foi padrinho de casamento o ator Erico Braga. Deste casamento nasceram três filhos: Maria de Lourdes Braga da Silva Pinto (1928-2008), Nuno Braga da Silva Pinto e Eurico Braga da Silva Pinto. O casal separou-se no final da década de 1930, tendo até então residido na Avenida Duque de Ávila, mas o casamento só terminaria com a morte de Alice, em 1973, uma vez que nunca foi decretado o divórcio.
Diplomado em arquitectura civil pela antiga ESBAL começou a exercer a sua actividade no ateliê situado na Rua do Ouro, desde 1919. Ligado ao serviço público desde 1918, em 1927 integra os quadro do Ministério da Instrução Pública, passando a supervisionar a construção de várias escolas. Foi responsável pelos projectos da Escola Primária das Azenhas do Mar (concelho de Sintra) e da Escola Primária de Vila Verde de Ficalho (concelho de Serpa), ainda nos anos 20.
Nesta época, projectou várias moradias destinadas às regiões da Beira e do Alentejo. Salientamos, de entre esses projectos, a moradia para Arnaldo Teixeira, na Quinta do Corjes (arredores da Covilhã) e o palacete para António Joaquim Palma, em Beja. Consistiram em obras ligadas a um modelo histórico-cultural ou até com algumas influências revivalistas no segundo caso.
Os anos 30 marcaram a viragem na produção arquitectónica de Amílcar Pinto. Se um pequeno pavilhão, realizado por encomenda da perfumaria Ach. Brito (para o certame da revista Voga, em 1927), fazia anunciar a mudança, a concepção (juntamente com Adelino Nunes e Jorge Segurado) dos novos edifícios para a Emissora Nacional foi a consumação da ruptura. Os estúdios da Emissora na Rua do Quelhas (em Lisboa) ainda permitiam a convivência de formas clássicas com uma espécie de moderno disfarçado. Por outro lado, edifício dos emissores (em Barcarena) assumia a plenitude da modernidade aproximando-se de paradigmas internacionais — com particular destaque para as formulações de Robert Mallet-Stevens.
Na década de 30, individualmente ou em colaboração com Adelino Nunes, desenvolveu diversos projectos de estações dos CTT (designadamente, a de Ponte de Lima, a de Santarém, a de Viseu, a de Coimbra, a do Fundão e a de Seia). No projecto para a estação dos CTT de Santarém, Amílcar Pinto, amadureceu o modelo utilizado na antiga estação dos CTT de Ponte de Lima, assumindo os postulados do movimento moderno.
Em 1936, na cidade Santarém, Amílcar Pinto projectou um “moderníssimo ” Café Central, cujas linhas ostensivas chocavam e deslumbravam a população. A 19 de Junho de 1938 foi inaugurado o Teatro Rosa Damasceno de Santarém, após reabilitação de Amílcar Pinto. O novo cine-teatro substitui por completo o antigo teatro romântico. A concepção de vanguarda do Teatro Rosa Damasceno integrava o espaço urbano de forma requintada, em perfeita sintonia, com o utente. Na realidade, esta é obra-prima de Amílcar Pinto e sua primeira abordagem da tipologia de cine-teatro. Haveria ainda de conceber o Cine-Teatro de Almeirim (1940), o Teatro-Cine de Gouveia (1942), entre outros projectos não executados. Estas salas de cinema numa arquitectura cuidada traziam modernidade à província. Recentemente, comprovou-se que também da sua autoria o Cine Teatro de Alcácer do Sal, hoje em ruínas.
A partir de 1946, Amílcar Pinto desvinculou-se do serviço público. O período do pós-guerra trouxe o regresso das concepções tradicionais à obra do arquitecto.
Os anos 50 e 60 foram marcados pela readopção do modelo associado à corrente “casa portuguesa” com simplificações decorativas e formais. Moradias unifamiliares, de considerável dimensão e luxo são características neste período da obra de Amílcar Pinto. Podemos referir, nesse âmbito, a casa da Quinta da Azervada, nos arredores da Azervadinha (Coruche), encomendada pelo médico veterinário e cavaleiro tauromáquico Dr. Fernando Salgueiro, que ainda seguem um modelo muito próximo das habitações construídas nos anos 20. Por outro lado, a moradia de Lopes da Costa, na Quinta do Seixo (Gouveia, 1951), a moradia para Alberto Maria Bravo (Alvalade, Lisboa, 1954) ou a moradia para Manuel Antunes Mendes (São Bento, Santarém, 1955) cristalizam um modelo próprio. Partindo de um processo de simplificação do tradicional, Amílcar Pinto desenvolve formas decorativas recorrentes, as quais associadas ao cuidado da decoração interior (desenhada pelo próprio) assumem um estilo particular — ainda hoje referido por “casa Amílcar Pinto”, em certas localidades ribatejanas. Construídas nos anos 50, estas moradias integravam zonas de expansão urbana recente, destinada à edificação de “vivendas” unifamiliares.
No final dos anos 60, acompanhado o fim de carreira do arquitecto, temos exemplos de alguns projectos de prédios de habitação encomendados por particulares de Santarém. Nestes prédios, Amílcar Pinto reincorpora pormenores de modernidade que actualizam a sua arquitectura a um certo “modernismo regional”.
Por último, refira-se a autoria da Casa do Campino (Santarém, 1964). Objecto sem declarado valor arquitectónico, desfasado do tempo e da arte, mas que assume toda a simbologia da vivência tradicional do Ribatejo.
A 25 de agosto de 1973, casou segunda vez, na igreja do Coração de Jesus, em Lisboa, com Aurora Rodrigues Fernandes, que já era sua companheira há vários anos.
Morreu a 6 de junho de 1978, aos 88 anos, na freguesia dos Mártires, em Lisboa.